# Guettarda humboldtensis
Guettarda humboldtensis är en måreväxtart som beskrevs av André Guillaumin. Guettarda humboldtensis ingår i släktet Guettarda och familjen måreväxter.
Artens utbredningsområde är Nya Kaledonien. Inga underarter finns listade i Catalogue of Life.